# 1999 en arts plastiques
| Années des arts plastiques : 1996 - 1997 - 1998 - 1999 - 2000 - 2001 - 2002    |
| Décennies des arts plastiques : 1960 - 1970 - 1980 - 1990 - 2000 - 2010 - 2020 |

Cette page concerne l'année 1999 en arts plastiques.

## Œuvres
- Rêves du vingtième siècle de Guy Peellaert

## Naissances
- 18 mai : Oscar Korbla Mawuli Awuku, peintre corporel ghanéen.

## Décès
- 17 janvier : Joseph Raumann, peintre hongrois (° 21 mai 1908),
- 25 janvier : Geneviève Gavrel, peintre française (° 1er janvier 1909),
- 28 janvier : František Vláčil, réalisateur, scénariste, peintre et artiste graphique tchécoslovaque puis tchèque (° 19 février 1924),
- 6 février :  Philippe Roman, peintre français (° 11 octobre 1927),
- 7 février : Jean Rigaud, peintre de la Marine française (° 15 juin 1912),
- 10 février : Maluda, peintre portugais (° 15 novembre 1934),
- 12 février : Michel Seuphor, peintre abstrait, critique d'art et écrivain belgo-français (° 10 mars 1901),
- 18 février : Louis Toffoli, peintre français (° 16 octobre 1907),
- 20 février : Lotti van der Gaag, peintre et sculptrice néerlandaise (° 18 décembre 1923),
- 22 février : Erhard Fappani, peintre suisse (° 9 octobre 1936),
- 7 mars : André Dauthuille, peintre figuratif français (° 5 février 1918),
- 17 mars : Korri Elio Corradini, peintre italien (° 1912),
- 20 mars : Patrick Heron, peintre anglais (° 30 janvier 1920),
- 14 avril : Alain Pedrono, peintre français (° 27 mars 1951),
- 17 avril : Constantin Belinsky, affichiste, peintre et sculpteur français d'origine ukrainienne (° 28 février 1904),
- 18 avril : Setsuko Migishi, peintre japonaise (° 3 janvier 1905),
- 29 avril : Jean Thiercelin, poète, peintre et dessinateur surréaliste français (° 2 janvier 1927),
- 5 mai : Carlos Fuentes Lemus, peintre, poète, photographe et philosophe français et mexicain (° 22 août 1973),
- 6 mai : Kaii Higashiyama, peintre japonais (° 8 juillet 1908),
- 9 mai : Madeleine Lamberet, peintre, graveuse, dessinatrice et professeure de dessin française (° 6 mars 1908),
- 23 mai : Maurice Ardouin, peintre et dessinateur français (° 11 octobre 1932),
- 26 mai : Jean Vimenet, peintre français (° 21 mai 1914),
- 28 mai :
  - Jan Lebenstein, peintre et graphiste polonais (° 5 janvier 1930),
  - Thierry Rijkhart de Voogd, peintre néerlandais d'origine française (° 15 août 1944),
- 1er juin : Olivier Debré, peintre français (° 14 avril 1920),
- 3 juin : Jean de Maisonseul, urbaniste et peintre français (° 3 août 1912),
- 6 juin : Louis-Olivier Chesnay, peintre français (° 28 mai 1899),
- 7 juin : Salvador Moreno Manzano, compositeur, historien de l'art et peintre mexicain (° 3 décembre 1916),
- 10 juin : Jacques Winsberg, peintre français (° 17 mars 1929),
- 11 juin : Maurice-Élie Sarthou, peintre français (° 15 janvier 1911),
- 24 juin : Akarova, danseuse, chorégraphe, sculptrice et peintre belge (° 30 mars 1904),
- 4 juillet : Gérard Baldet, peintre français (° 17 avril 1946),
- 14 juillet : Władysław Hasior, sculpteur, peintre et scénographe polonais (° 14 mai 1928),
- 21 juillet : Simone Tiersonnier, peintre française et portugaise (° 8 novembre 1910),
- 24 juillet :
  - Jean Dewasne, peintre, sculpteur et lithographe français (° 21 mai 1921),
  - Pierre Thézé, peintre et sculpteur français (° 24 décembre 1913),
- 29 juillet : Gabrielle Bellocq, pastelliste française (° 15 juin 1920),
- 30 juillet : René Dürrbach, peintre et sculpteur français (° 31 décembre 1910),
- 9 août : Gustav Bolin, peintre suédois (° 6 décembre 1920),
- 13 août : Karl Schmid, peintre, sculpteur, graveur et graphiste suisse  (° 10 mai 1914),
- 21 août : Venya D'rkin, poète, musicien, peintre et écrivain soviétique puis russe (° 11 juin 1970),
- 27 août : Charles Froliger, peintre plasticien français (° 2 août 1946),
- 8 septembre : Yves Laloy, architecte et peintre surréaliste français (° 13 juin 1920),
- 16 septembre : Endre Rozsda, peintre, dessinateur et photographe franco-hongrois (° 18 novembre 1913),
- 4 octobre : Bernard Buffet, peintre français (° 10 juillet 1928),
- 11 octobre ou 12 octobre : Leo Lionni, écrivain italien naturalisé américain, illustrateur et auteur d'ouvrages jeunesse (° 5 mai 1910),
- 15 octobre : André Bricka, peintre paysagiste français (° 7 février 1922),
- 11 novembre : Thomas Pitfield, compositeur, poète, artiste, graveur, calligraphe, artisan, ébéniste et enseignant britannique (° 5 avril 1903),
- 18 novembre : Vittorio Miele, peintre italien (° 24 novembre 1926),
- 20 novembre : Sadao Hasegawa, illustrateur japonais spécialisé dans le dessin homoérotique (° 1945),
- 4 décembre : André Hambourg, peintre, illustrateur, lithographe et résistant français (° 4 mai 1909),
- 10 décembre : Antonio Blanco, peintre philippin (° 15 septembre 1912),
- 21 décembre : Bill Edwards, acteur, peintre et illustrateur américain (° 14 septembre 1918),
- 26 décembre : Robert Hainard, graveur sur bois et écrivain suisse (° 11 septembre 1906),
- 29 décembre : Jean Moral, photographe et peintre français (° 7 juin 1906),
- ? :
  - Jacques Berland, peintre français (° 1918),
  - Mikhaïl Bogatyrev, peintre soviétique puis russe (° 1924),
  - Jean Brisson-Duval, peintre et sculpteur français (° 1931),
  - Jean Adrien Caire, peintre français (° 1924),
  - Georges Delplanque, peintre français (° 13 juillet 1903),
  - Farvèze, peintre et cartonnier français (° 19 février 1912),
  - Guy-Max Hiri, peintre et lithographe français (° 29 mai 1928),
  - Kuno Shin, peintre japonais (° 1921),
  - Rikio Takahashi, graveur japonais à tendance abstraite (° 1917).